# مارتا مرده است
مارتا مرده است (به انگلیسی: Martha is Dead) یک بازی ویدئویی به سبک ماجراجویی و تریلر روان‌شناختی است که توسط استودیو ال‌کی‌ای توسعه یافته و به‌وسیلهٔ وایرد پروداکشنز در ۲۴ فوریه ۲۰۲۲، برای پلتفرم‌های مایکروسافت ویندوز، پلی‌استیشن ۴، پلی‌استیشن ۵، ایکس‌باکس وان، ایکس‌باکس سری اکس/اس، و آمازون لونا منتشر شده است. این بازی پیچیدگی‌های ذهن انسان، آسیب‌های روانی و خودآسیبی را مورد بررسی قرار می‌دهد و برای مخاطبان بزرگسال توصیه می‌شود.

## داستان
مارتا مرده است یک تریلر روان‌شناختی تاریک با چشم‌انداز اول شخص است که در سال ۱۹۴۴ و کشور ایتالیا روایت می‌شود و مرزهای بین واقعیت، خرافات و تراژدی جنگ را محو می‌کند. با تشدید درگیری بین نیروهای آلمان و متفقین، جسد هتک حرمت شدهٔ زنی که غرق شده است پیدا می‌شود. مارتا مرده است، و خواهر دوقلویش جولیا، دختر جوان یکی از فرماندهان ارتش نازی آلمان، باید به تنهایی با آسیب روحی از دست دادن و عواقب قتل خواهرش مقابله کند.جولیا شخصیت اصلی بازی که به عکاسی علاقه دارد، در یکی از روزها جسد خواهر دوقلویش را در کنار دریاچه نزدیک خانه پیدا می‌کند. او تصمیم می‌گیرد هویت خواهرش را به دست بگیرد و گردنبند مارتا را به گردن خود می‌اندازد و شرایط را به گونه‌ای جلوه می‌دهد که گویی جولیا در کنار دریاچه مرده است. شکار حقیقت با فولکلور مرموز و وحشت شدید جنگ که هر لحظه نزدیکتر می‌شود پنهان شده است. اما چه کسی مارتا را کشته است!